# Sean Michaels
Sean Micheals (rođen kao Andre Allen, 20. veljače 1958., Brooklyn, New York) je pornografski glumac i redatelj. Iz Brooklyna se preselio u Los Angeles kako bi započeo svoju karijeru u pornografskoj industriji u kojoj radi od 1985. godine. Također od 1991. godine redovito režira pornografske filmove, a do danas se pojavio u preko 1300 pornografskih filmova.
Prema internet stranici za odrasle, Michaelsu je izdana službena obustava njegovog imena od strane Svjetske hrvačke organizacije koje je vrlo slično poznatom hrvaču Shawnu Michaelsu. Prema istoj stranici Seanovo ime je već bilo registrirano kao zaštitni znak (trademark), dok Shawn Michaels nije registrirao svoje.
Sean Michaels je upisan u dvoranu slavnih AVN-a i XRCO-a.
Skupa s Lisom Ann i Nikki Benz, Michaels je bio domaćin dodjele nagrada XRCO (X-Rated Critics Organization) u travnju 2010. godine.

## Nagrade
- 1993: XRCO nagrada - Najbolja scena analnog seksa u filmu Arabian Nights[6]
- 1996: AVN nagrada - Najbolja scena grupnog seksa u filmu World Sex Tour 1[7]
- 1998: XRCO nagrada - Najbolja scena seksa (analnog ili dvostruka penetracija) u filmu Tushy Heaven[6]
- 1999: AVN nagrada - Najbolja scena grupnog seksa u filmu Tushy Heaven[7]
- 2010: AVN nagrada – Najbolja scena s dvostrukom penetracijom u filmu Bobbi Star & Dana DeArmond's Insatiable Voyage[8]

## Vanjske poveznice
- Biography at LukeIsBack.com  Arhivirana inačica izvorne stranice od 22. siječnja 2009. (Wayback Machine)
- Current updates at seanmichaelsuniversity.com/home  Arhivirana inačica izvorne stranice od 25. siječnja 2009. (Wayback Machine)
- *Sean Michaels u internetskoj bazi filmova IMDb-u (engl.)